# Pièce d'eau sous-bois
Pièce d'eau sous-bois est un tableau réalisé en 1850 par le peintre français Charles-François Daubigny.

## Description
Cette peinture à l'huile sur panneau de bois de  27 × 39 × 3,8 cm représente un sous-bois feuillu avec deux femmes portant des ombrelles, dans un rai de soleil, se dirigeant vers une passerelle. 
La signature Daubigny et la date 1850 sont placées en bas à droite.

## Histoire
Le tableau, légué par Charles-Auguste Marande en 1936 à la ville du Havre, y est conservé au musée d'Art moderne André-Malraux.